# 3월 31일
3월 31일은 그레고리력으로 90번째(윤년일 경우 91번째) 날에 해당한다. 이 날은 3월의 마지막 날이며, 3월의 마지막 주 평일은 29일 또는 30일이다.

## 사건
- 307년 - 콘스탄티누스 대제가 첫번째 아내 미네르비나와 이혼하고 명문가의 파우스타와 두번째 결혼(재혼)을 하다.
- 627년 - 트렌치 전투(Battle of the Trench): 무함마드가 메디나에서 아부 수피안(Abu Sufyan ibn Harb)의 메카 군대에 의해 14일 동안 포위공격을 받다.
- 1146년 - 클레르보의 베르나르가 제2차 십자군 원정의 당위성을 설파하다. 루이 7세가 십자군에 참가하다.
- 1829년 - 교황 비오 8세, 253대 로마 교황 취임.
- 1854년 - 일본이 미국과 가나가와 조약을 맺고 시모다와 하코다테 두 항구를 개항하다.
- 1917년 - 덴마크가 덴마크령 서인도 제도를 미국에 2,500만 미국 달러에 양도하여 미국령 버진아일랜드가 되다.
- 1970년 - 요도 호 사건이 발생하다.
- 1972년 - 수려선 전 구간 폐선.
- 2008년 - 일산 초등학생 납치 미수 사건의 용의자 이명철이 검거됐다.
- 2014년 - 전일본공수가 B747-400을 퇴역시켰다.
- 2018년 - MBC 무한도전이 13년 만에 폐지되었다.
- 2023년 - 크레이지레이싱 카트라이더가 6800일의 대장정을 마치고 서비스 종료를 하였다.

## 문화
- 1889년 - 파리시의 상징인 에펠탑이 준공되다.
- 1985년 - WWE 뉴욕 메디슨 스퀘어 가든에서 레슬매니아1이 개최되다
- 1990년 - 대한민국 프로 야구팀 쌍방울 레이더스 창단.
- 1992년 - USS 미주리 (BB-63) 최종 은퇴하다.
- 1998년 - 스타크래프트, 북미에 출시되다. 대한민국에서는 4월 9일에 출시되었다.
- 2000년 - 대한민국 프로 야구팀 SK 와이번스가 창단하다.
- 2000년 - 미국 캘리포니아주 샌프란시스코의 AT&T 파크가 개장하다.
- 2004년 - 통일호 열차가 마지막으로 운행하다.
- 2011년
  - 대한민국 프로야구팀 NC 다이노스가 창단하다.
  - 중앙선의 제천역~도담역구간이 복선전철화되었다.
- 2012년 - SM엔터테인먼트 소속 그룹 EXO, 서울 올림픽공원 올림픽홀서 데뷔 쇼케이스 개최.
- 2016년 - 에어부산이 모든 보잉 737 클래식을 상업운항에서 퇴역시켰다.
- 2017년 - 2017년 KBO 리그가 개막하였다.
- 2025년
  - T.G.I. Fridays가 한국에서 33년 만에 철수하였다.
  - CGV 광주터미널과 CGV 창원이 동시에 폐점하였다.

## 탄생
- 1499년 - 제224대 로마의 교황 교황 비오 4세. (~1565년)
- 1519년 - 프랑스의 왕 앙리 2세. (~1559년)
- 1596년 - 프랑스의 철학자, 수학자, 과학자 르네 데카르트. (~1650년)
- 1675년 - 제247대 로마의 교황 교황 베네딕토 14세. (~1758년)
- 1685년 - 독일의 작곡가 요한 제바스티안 바흐. (~1750년)
- 1732년 - 오스트리아의 작곡가 요제프 하이든. (~1809년)
- 1872년
  - 러시아와 소비에트 연방의 페미니스트, 소설가 알렉산드라 콜론타이. (~1952년)
  - 러시아의 미술 평론가, 후원자, 발레 루스의 설립자 세르게이 댜길레프. (~1929년)
- 1878년 - 미국의 권투 선수 잭 존슨. (~1946년)
- 1905년 - 대한민국의 문학인 정인섭. (~1983년)
- 1906년 - 일본의 물리학자 도모나가 신이치로. (~1979년)
- 1920년 - 대한민국의 정치인 왕상은. (~2019년)
- 1927년 - 미국의 배우 윌리엄 대니얼스.
- 1932년 - 일본의 영화 감독 오시마 나기사. (~2013년)
- 1934년
  - 이탈리아의 입자물리학자, 발명가 카를로 루비아.
  - 미국의 배우 리처드 체임벌린. (~2025년)
- 1937년
  - 프랑스의 지구화학자, 정치인 클로드 알레그르. (~2025년)
  - 네덜란드의 가수, 배우 빌럼 다윈. (~2004년)
- 1939년 - 독일의 축구 선수 카를하인츠 슈넬링거. (~2024년)
- 1943년
  - 스웨덴의 영화 감독 로이 안데르손.
  - 미국의 배우 크리스토퍼 워컨.
- 1945년 - 대한민국의 배우 김동완.
- 1946년 - 독일의 창던지기 선수 클라우스 볼퍼만. (~2024년)
- 1948년
  - 미국의 정치인 앨 고어.
  - 미국의 배우 레아 펄먼.
- 1950년 - 일본의 배우, 싱어송라이터 타치 히로시.
- 1951년 - 대한민국의 가수, 작곡가, 공연연출가 김민기. (~2024년)
- 1955년 - 대한민국의 법조인 안대희.
- 1956년 - 대한민국의 성우 김관철.
- 1962년 - 체코의 작가, 출판인 미할 비벡.
- 1965년 - 대한민국의 국회의원, 문학 전문가, 대학 교수 김근식.
- 1966년 - 대한민국의 배우 겸 요리사 서태화.
- 1969년 - 대한민국의 작곡가, 가수 곽영준.
- 1970년 - 대한민국의 아나운서 오유경.
- 1971년
  - 영국의 배우 이완 맥그리거.
  - 대한민국의 전 야구 선수, 현 야구 코치 최상덕.
  - 미국의 애니메이터, 감독, 프로듀서 크레이그 매크래컨.
- 1973년 - 일본의 애니메이터 고토 준지.
- 1974년 - 대한민국의 성악가 신현선.

- 1975년 - 대한민국의 성우 배정민.
- 1977년 - 미국의 전직 야구 선수 제이미 브라운.
- 1978년 - 대한민국의 가수 반.
- 1979년
  - 대한민국의 방송인 노홍철.
  - 일본의 축구 선수 사토 사토시.
- 1980년 - 일본의 성우 사카모토 마아야.
- 1981년
  - 일본의 성우 신타니 료코.
  - 대한민국의 배우 임정은.
- 1982년 - 중국의 영화 감독 클로이 자오
- 1983년
  - 대한민국의 야구 선수 유세영.
  - 대한민국의 축구 선수 윤원일.
  - 대한민국의 아나운서 김민아.
  - 대한민국의 축구 심판 김종혁.
- 1984년
  - 대한민국의 야구 선수 박경수.
  - 대한민국의 래퍼 정상수.
  - 사우디아라비아의 전 축구 선수 오사마 하우사위.
  - 세르비아의 사격 선수 다미르 미케츠.
- 1985년
  - 대한민국의 공학자 출신 정치인 이준석.
  - 대한민국의 가수 케이준.
  - 대한민국의 야구 선수 오주원.
- 1986년
  - 대한민국의 배우 안재홍.
  - 대한민국의 희극인 장홍제.
- 1987년
  - 대한민국의 배우 윤균상.
  - 대한민국의 모델 김원중.
  - 대한민국의 정치인 조지연.
- 1988년 - 대한민국의 쇼호스트 박태양.
- 1989년 - 대한민국의 가수 김보형.
- 1990년
  - 대한민국의 전 래퍼 방용국.
  - 대한민국의 배우 박연수.
  - 일본의 배우 야마자키 쇼헤이.
- 1991년
  - 대한민국의 전직 스타크래프트 프로게이머 최정민.
  - 미국의 가수 다니엘 (DMTN).
  - 미국의 모델 이성희.
- 1992년
  - 대한민국의 가수 단보.
  - 대한민국의 축구 선수 최승호.
- 1993년 - 대한민국의 가수 차가을.
- 1994년 - 일본의 성우, 가수 니시오 유카.
- 1995년
  - 대한민국의 정치인 박은수.
  - 대한민국의 가수, 작사가 오스틴.
- 1996년 - 대한민국의 야구 선수 김태훈.
- 1997년 - 대한민국의 가수 구준회 (iKON).
- 1998년 - 대한민국의 뮤지컬 배우 조수연.
- 1999년 - 대한민국의 배우 채상우.
- 2000년 - 대한민국의 가수 리니.
- 2001년 - 대한민국의 배우 박서영.
- 2003년 - 대한민국의 가수 현민.

## 사망
- 1547년 - 발루아 왕조 출신의 프랑스 국왕 프랑수아 1세. (1494년~)
- 1727년 - 영국의 과학자 아이작 뉴턴. (1643년~)
- 1751년 - 영국왕 조지 2세의 장남 웨일스 공 프레더릭. (1707년~)
- 1837년 - 영국의 화가 존 컨스터블. (1776년~)
- 1855년 - 영국의 소설가, 시인 샬럿 브론테. (1816년~)
- 1876년 - 러시아의 사상가 유리 사마린. (1819년~)
- 1880년 - 폴란드의 작곡가·바이올리니스트 헨리크 비에니아프스키. (1835년~)
- 1927년
  - 아르헨티나의 대통령 라울 알폰신. (1927년~)
  - 중국 청나라 황조 말기 시대·중화민국 국민정부 초기 시대의 정치가 겸 사상가 캉유웨이. (1858년~)
- 1967년 - 소련의 군인 로디온 말리놉스키. (1898년~)
- 1970년 - 소련의 군인 세묜 티모셴코. (1895년~)
- 1973년 - 대한민국의 친일파  박춘금. (1891년~)
- 1980년 - 미국의 육상 선수 제시 오언스. (1913년~)
- 1995년 - 대한민국의 법조 출신 정치가 김용식. (1913년~)
- 2008년 - 미국의 영화감독 줄스 다신. (1911년~)
- 2009년
  - 북한의 정치인 홍성남. (1929년~)
  - 일제 강점기의 연극배우 겸 가수 이애리수. (1910년~)
- 2011년 - 대한민국의 마술사 이흥선. (1924년~)
- 2015년 - 대한민국의 배우 박병선. (1968년~)
- 2016년
  - 영국의 건축가 자하 하디드. (1950년~)
  - 독일의 정치인 한스디트리히 겐셔. (1927년~)
- 2020년
  - 미국의 영화배우 줄리 베넷. (1932년~)
  - 미국의 영화배우 빈센트 마젤로. (1951년~)
  - 미국의 재즈 트럼펫 연주자 월러스 로니. (1960년~)
  - 세네갈의 언론인 파페 디우프. (1951년~)
  - 영국의 영화배우 앤드류 잭. (1944년~)
- 2024년
  - 대한민국의 정치인 김영도. (1929년~)
  - 대한민국의 배우 남일우. (1938년~)
  - 미국의 영화배우 바버라 러시. (1927년~)
  - 대한민국의 기업인 이중길. (1951년~)
- 2025년
  - 미국의 영화배우 샨 바버라 앨런. (1946년~)
  - 대한민국의 정치인 장제원. (1967년~)
  - 미국의 영화배우 패티 말로니. (1936년~)

## 기념일
- 세자르 차베스(Cesar Chavez Day) 데이: 미국
- 자유의 날(Jum il-Helsien): 몰타

## 같이 보기
- 전날: 3월 30일 다음날: 4월 1일 - 전달: 2월 28일(2월 29일) 다음달: 4월 30일
- 모두 보기